# Schöpfungsordnung
Schöpfungsordnung ist ein Konzept der evangelisch-lutherischen Sozialethik. Was damit gemeint ist, ist bis auf Ehe/Familie (die immer genannt werden) bei den verschiedenen Autoren variabel.
Der zentrale Text ist Artikel 16 der Confessio Augustana von 1530. Die neulutherische Theologie der Ordnungen entwickelte die Ständelehre der Reformatoren unter dem Einfluss des Organismusgedankens der Romantik weiter.
Da die Lehre von den Schöpfungsordnungen im Gutachten der Erlanger Theologischen Fakultät zur Anwendung des Arierparagraphen in der Kirche (1933) und im Ansbacher Ratschlag (1934) von der Gruppe um Paul Althaus und Werner Elert zur Legitimierung des Nationalsozialismus herangezogen wurde (Volkstum und Rasse als Schöpfungsordnungen), war sie danach wenigstens im Raum der Dialektischen Theologie diskreditiert.
Anstelle des belasteten Begriffs Schöpfungsordnungen sprach Walter Künneth von „Erhaltungsordnungen“, denen keine Eigengesetzlichkeit zukomme; Dietrich Bonhoeffer gebrauchte ebenfalls gelegentlich den Begriff „Erhaltungsordnungen“, skizzierte dann aber in seiner 1949 postum veröffentlichten Ethik Familie, Staat, Arbeit und Kirche als „Mandate“, deren Auftraggeber Jesus Christus sei.

## Grundlagen in der Reformationszeit
Artikel 16 der Confessio Augustana (CA) in den lutherischen Bekenntnisschriften hat zentrale Bedeutung für die Ordnungstheologie: „Von den weltlichen Angelegenheiten (de rebus civilibus) lehren sie: Die weltlichen Rechtsordnungen sind gute Gotteswerke (quod legitimae ordinationes civiles sunt bona opera dei). Es ist den Christen erlaubt, obrigkeitliche Ämter zu führen, Richter zu sein, Recht zu sprechen …, nach dem Recht Krieg zu führen, Soldatendienst zu tun, nach dem Recht Verträge zu schließen, Eigentum zu haben, Eide zu leisten …, zu heiraten.“
Der Artikel wendet sich vorrangig gegen die Täuferbewegung und einen mit der Bergpredigt begründeten Rückzug aus der Welt. Daneben wird aber auch die traditionelle Unterscheidung der für alle Christen gültigen naturrechtlichen Gebote und der nur von Ordensleuten und Klerikern zu befolgenden evangelischen Räte abgewiesen.
Mit CA 16 handelte sich die lutherische Sozialethik mehrere für sie kennzeichnende Probleme ein. Vorausgesetzt ist eine statische Gesellschaftsordnung, in die sich der Christ einzufügen hat. Gesellschaftlicher Wandel ist damit schwer vereinbar, Konservatismus festgeschrieben. Philipp Melanchthon als Hauptverfasser der CA übernahm die mittelalterliche Dreiständelehre, ebenso auch Martin Luther. Bei Luther (Von den Conciliis und Kirchen, 1539) liest man, dass Gott drei „Hierarchien“ eingesetzt habe: Ehe, Obrigkeit, Kirche. Bei der Ehe ist die vom Hausvater patriarchalisch geleitete Familie als Wirtschaftseinheit mitgedacht. Das positive Erbe der reformatorischen Ständelehre war die Aufwertung des Berufsgedankens. Das negative Erbe war die Bindung an eine ständische Gesellschaft, die durch Aufklärung und Industrialisierung ihre Plausibilität verlor.

## Neuluthertum
Adolf Harleß verfasste die erste konfessionell-lutherische Ethik. Was später mit Schöpfungsordnungen gemeint war, nannte Harleß 1849 „Grundformen irdischer, gottgeordneter Gemeinschaft“, nämlich Ehe/Familie, Staat und Kirche. Er führte aus: Dem Christen bleiben „diese Formen der Ehe und Familie, des Staats und der Kirche irdisch-menschliche Erscheinungen der göttlich-natürlichen Liebesgemeinschaft, der göttlich-geschichtlichen Rechtsgemeinschaft und der göttlich-geoffenbarten Gnadengemeinschaft … Von dieser Erkenntniß aus gewinnt das, was auch auf allgemeinem Lebensgebiet Tugend häuslichen, bürgerlichen und religiösen Sinnes genannt werden darf, innerhalb der christlichen Gemeinschaft ein eigenthümliches Wesen und eine eigenthümlich gestaltete Bethätigung.“

## Paul Althaus

Brautpaar vor dem Kirchgang (Weimar, 1932/35)

Paul Althaus vertrat schon in den 1920er Jahren ein gegen die frühe Dialektische Theologie gewendetes Konzept der Ur-Offenbarung, dem zufolge Gott sich vor und außerhalb von Jesus Christus bezeugt habe. Dabei ging es ihm nicht um die Erkennbarkeit Gottes im Sinne einer Natürlichen Theologie, sondern um die existenzielle Betroffenheit jedes Menschen. Leopold von Ranke verdankte er die Vorstellung, dass Völker unterschiedliche Individualitäten seien. Sie gab seiner Theologie der Schöpfungsordnungen ihr besonderes Kolorit: „Nicht nur für Ruhe und Ordnung, wie es der lutherischen Lehre entsprach, hatte der Staat zu sorgen, sondern seine Aufgabe war es, dem Volk bei der Wahrnehmung seiner Sendung zu dienen, was … den Konflikt zwischen den Völkern gleichsam notwendig machen konnte.“

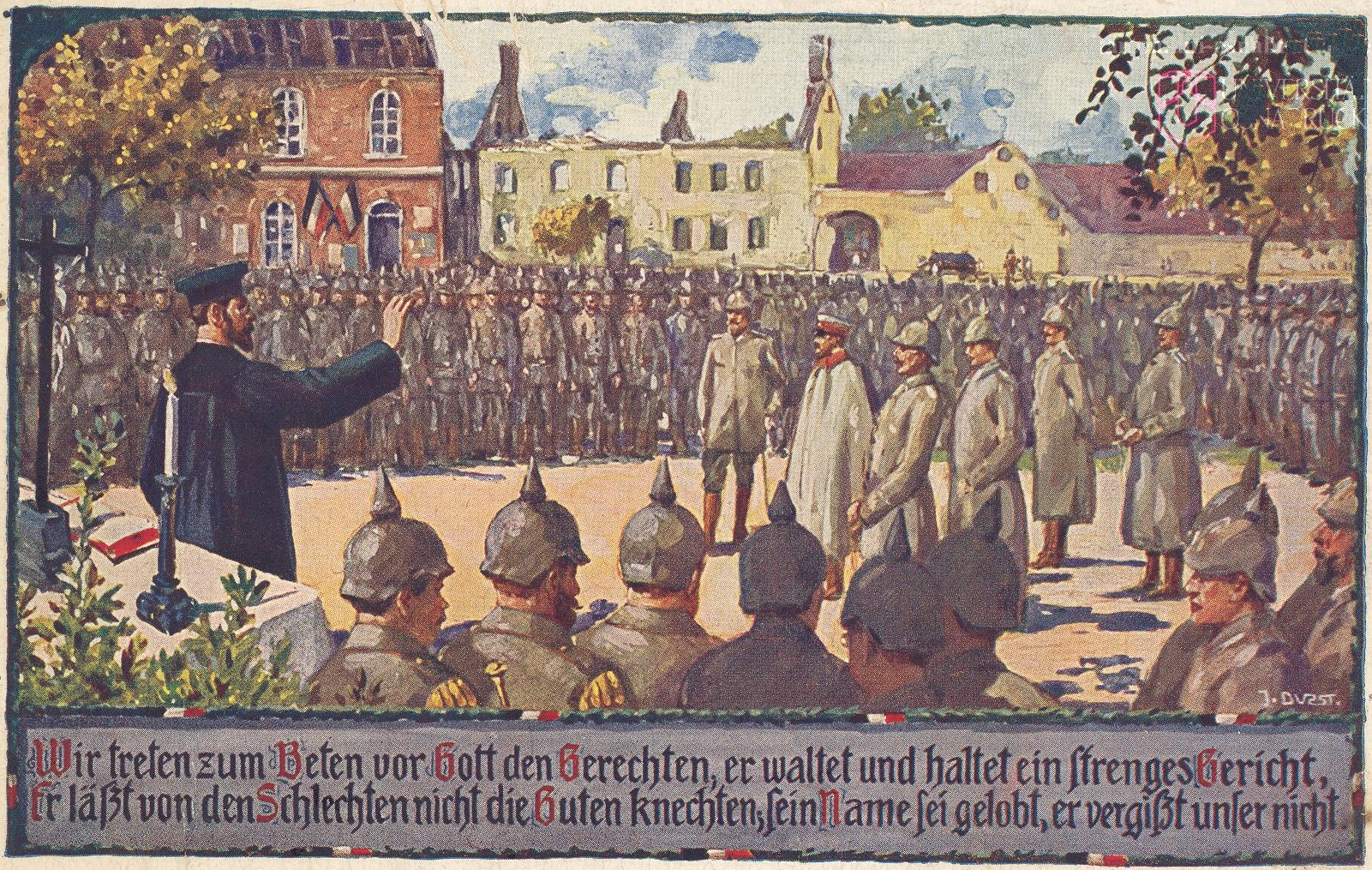
Wir treten zum Beten vor Gott den Gerechten (Bildpostkarte, 1914/18)

Ehe, Volkstum, Staat, Recht und Wirtschaft bezeichnete Althaus in seiner Theologie der Ordnungen (1934) als Daseinsbindungen, in denen der Christ Gottes Gebot wahrnehme. Diese Schöpfungsordnungen sind bei Althaus geschichtlich und dynamisch gedacht und dabei auch durch Fehlentwicklungen gefährdet, die der Christ nicht hinnehmen soll. Grundsätzlich aber gelte: „Ich muß kämpfen um die Ordnung, wie sie sein soll, aber auch bleiben in der Ordnung, wie sie ist.“

## Werner Elert
Kennzeichnend für den zweiten und etwas älteren Erlanger Theologen der 1930er Jahre, Werner Elert, ist die Bedeutung des Militärischen für seine gesamte Theologie. Der in der Geschichte handelnde Gott ist vorrangig der auf dem Schlachtfeld den Sieg bringende Herr der Heerscharen. Er werde aber nicht nur punktuell im Kriegsgeschehen erfahrbar, sondern komplementär dazu in seinen dauerhaften und ethisch bindenden Ordnungen. Das deutsche Volk war für Elert eine solche Schöpfungsordnung, sowohl die biologisch-rassische, durch Vererbung bestimmte Gruppe, als auch die geistig-kulturelle Volksgemeinschaft. Der Christ ist nach Elert verpflichtet, „völkisch“ zu denken und zu handeln – der Ausschluss fremder Menschen aus der Volksgemeinschaft (und damit die Anwendung des Arierparagraphen in der Kirche) versteht sich daher von selbst. Die Nürnberger Rassegesetze hatten für Elert göttliche Qualität. „Der nationalsozialistische Staat realisiert, wie Elert seit 1934 wiederholt ausführt, eine schöpfungsgemäße Ordnung, weil er die einheitliche Willensbildung des Volksganzen wiederherstellt.“ Elert kam von der älteren nationalprotestantistischen Tradition der Erlanger Theologischen Fakultät her, schwenkte dann aber auf revolutionär-völkisches Gedankengut ein, bis dahin, dass er „Blut und Boden“, „Blut und Geist“ und den Krieg selbst als Schöpfungsordnungen identifizierte.

## Kritik an der Theologie der Ordnungen
Zwar ersetzte die lutherische Sozialethik in der 2. Hälfte des 20. Jahrhunderts den belasteten Begriff Schöpfungsordnungen. Walter Künneth sprach von „Erhaltungsordnungen“, interimistisch gültigen göttlichen „Notverordnungen“, die bis zur künftigen Wiederkunft Christi gelten sollen. Damit war die metaphysische Überhöhung sozialer Ordnungen aber nicht aufgegeben, Paul Tillich kritisierte dies als „Ursprungsmythos.“
Martin Honecker gibt zu bedenken, dass die Frage, was als Schöpfungs- bzw. Erhaltungsordnung oder Mandat (Bonhoeffer) gelten soll, nicht schlüssig begründet wird: Ist Apartheid eine Schöpfungsordnung – wenn nicht, warum nicht? Gehören Arbeit und Eigentum zu den Schöpfungsordnungen? Wie passt die Kirche in die Reihung der ansonsten weltlichen Ordnungen? Die Vorstellung einer göttlichen Stiftung beispielsweise des Staats oder der Ehe tendiere zum Konservatismus.

## Eilert Herms
Dogmatisch begründet Eilert Herms die Rede von der Schöpfungsordnung (Singular) in der Christusoffenbarung. Sie sei deren schöpfungstheologische Explikation „mit handlungsorientierender Kraft.“ In ihrem Licht erkenne der Christ, dass seine Lebensgegenwart, in die er von Gott gestellt sei, sowohl Verheißung als auch Zumutung in sich berge. Inhaltlich bedeutet das nach Herms, dass jede verantwortliche Rede von der Schöpfungsordnung folgende Überlegungen voraussetzt:
1. Die Lebensgegenwart als „Realisat des von sich aus auf versöhnte und vollendete Gemeinschaft mit den Geschöpfen zielenden Schöpferwillens“ enthalte die Verheißung, in diese Gottesgemeinschaft aufgenommen zu werden,
2. Gott mute dem Menschen zu, eigenverantwortlich das menschliche Zusammenleben gemäß dem Willen des Schöpfers zu gestalten (dazu gehören Friedenssicherung, die Möglichkeit, den Lebensunterhalt zu erwirtschaften sowie die Kommunikation von Wissen und Lebenssinn),
3. Die Differenz zwischen Reich der Welt und Reich Christi wie auch ihre Zusammengehörigkeit werden bedacht (Zwei-Reiche-Lehre).[14]

Herms weist damit Althaus’ Theologie der Ordnungen als Missverständnis Luthers zurück und knüpft positiv an Bonhoeffers Rede von den mit der Lebensgegenwart gegebenen „Mandaten“ an. Da die Schöpfungsordnung streng an die Christusoffenbarung gebunden ist, werde sie etwa von Karl Barths Kritik nicht getroffen.